# Melanagromyza laetifica
Melanagromyza laetifica är en tvåvingeart som beskrevs av Spencer 1969. Melanagromyza laetifica ingår i släktet Melanagromyza och familjen minerarflugor. Inga underarter finns listade i Catalogue of Life.